# Museu de Arte Islâmica (Cairo)
O Museu de Arte Islâmica (em inglês: Museum of Islamic Art), no Cairo, Egito, é considerado um dos maiores do mundo, com a sua colecção excepcional de artefatos em madeira rara e gesso, bem como objetos em metal, cerâmica, vidro, cristal, e têxteis de todos os períodos, de todo o mundo islâmico.
Nos últimos anos, o museu exibiu cerca de 2.500 artefatos, em 25 galerias, mas abriga mais de 102 mil objetos, com o restante em armazenamento. A coleção inclui manuscritos raros do Corão, com alguns em caligrafia escrita com tinta prata, em páginas com fronteiras elaboradas.
O Museu tem realizado escavações arqueológicas na área de Fostate e organizou uma série de exposições nacionais e internacionais. O museu estava fechado para reformas desde 2003, e foi re-inaugurado em agosto de 2010, depois de 8 anos. O custo da restauração foi de cerca de EUA $ 10 milhões.